# Guillaume Joli
Guillaume Joli (ur. 27 marca 1985 w Lyonie) – francuski piłkarz ręczny, reprezentant Francji. Obecnie występuje jako skrzydłowy w Bundeslidze, w drużynie HSG Wetzlar. Wcześniej grał w Lidze ASOBAL, w drużynie Pevafersy Valladolid.
Dwukrotny mistrz świata.
W 2009 roku w Chorwacji wywalczył mistrzostwo świata. W finale ekipa Francji pokonała Chorwację 24:19.
W 2011 r. został drugi raz z rzędu mistrzem świata. Turniej odbywał się w Szwecji.
Mistrz Europy z 2010 r. z Austrii. Podczas ME w 2010 r. Francuzi pokonali w finale Chorwację 25:21.

## Sukcesy

### reprezentacyjne
- 2011:  mistrzostwo świata (Szwecja)
- 2010:  mistrzostwo Europy (Austria)
- 2009:  mistrzostwo świata (Chorwacja)

### klubowe
- 2006, 2007, 2008, 2010:  wicemistrzostwo Francji